# Protoribates bayanicus
Protoribates bayanicus är en kvalsterart som beskrevs av Bayartogtokh 2000. Protoribates bayanicus ingår i släktet Protoribates och familjen Protoribatidae. Inga underarter finns listade i Catalogue of Life.